# Día Mundial del Suelo
El Día Mundial del Suelo es una celebración anual que tiene lugar el 5 de diciembre desde 2014, proclamado por la Asamblea General de las Naciones Unidas en 2013.

## Proclamación
El Día Mundial del Suelo fue proclamado por la Asamblea General de las Naciones Unidas el 20 de diciembre de 2013, a iniciativa de la Organización de las Naciones Unidas para la Alimentación y la Agricultura (FAO). La propuesta se formalizó tras varios años de esfuerzos por parte de la Unión Internacional de Ciencias del Suelo (IUSS), que en 2002 impulsó la idea en el marco de la Alianza Mundial por el Suelo. El objetivo de esta proclamación es concienciar sobre la importancia del suelo como recurso crucial para la vida en la Tierra, y la necesidad de gestionarlo de manera sostenible para garantizar la seguridad alimentaria y la salud de los ecosistemas. El día busca también resaltar el vínculo crítico entre el suelo y el agua, y promover prácticas agrícolas sostenibles que reduzcan la degradación del suelo.
En la misma resolución donde se estableció este Día, la Asamblea General también declaró 2015 como el Año Internacional de los Suelos.

## Celebración
Se eligió el 5 de diciembre en honor al cumpleaños del Rey de Tailandia Bhumibol Adulyadej, quien apoyó diversas iniciativas para la conservación y el uso sostenible del suelo en su país. La primera celebración oficial tuvo lugar en 2014. Durante este día, se realizan diversas actividades como campañas de sensibilización, conferencias, talleres y eventos educativos para destacar la relación simbiótica entre el suelo y el agua, y para promover prácticas agrícolas que protejan y mejoren la salud del suelo. La FAO lidera estas iniciativas, proporcionando materiales educativos y promoviendo la participación global a través de plataformas digitales.

## Temas
- 2014: Los suelos, cimiento para la agricultura familiar[5][6]
- 2015: Los suelos, una base sólida para la vida[5][6]
- 2016: Suelos y legumbres: Simbiosis para la vida[6]
- 2017: El cuidado del planeta empieza en el suelo[6]
- 2018: Be the Solution to Soil Pollution,[6]
- 2019: Stop soil erosion, Save our future,[6]
- 2020: Keep soil alive, protect soil biodiversity,[6]
- 2021: Halt soil salinization, boost soil productivity,[6]
- 2022: Los suelos, origen de los alimentos[6]
- 2023: Suelo y agua, fuente de vida[6]